# ناجي العونلي
ناجي العونلي مترجم وباحث تونسي متخصص في الفلسفة، ولد عام 1968م، ويعمل أستاذاً للفلسفة الحديثة والمعاصرة بالجامعة التونسية. يتحدث العوتلي أربع لغات بالإضافة إلى لغته العربية. وقد ترجم العديد من المؤلفات الفلسفية من اللغتين الألمانية والفرنسية، وهو حاصل على جائزة الشيخ زايد للكتاب في الترجمة عام 2018م.

## التعليم
- حاصل على درجة الدكتوراه في الفلسفة عام 1997م.
- حاصل على شهادة التأهيل الجامعي في المثالية الألمانية.

## العمل
يعمل أستاذاً للفلسفة الألمانيّة الحديثة والمعاصرة في جامعة صفاقس في تونس.

## إصدارات

### مؤلفات
- (هيغل الأول في سياقه) صدر عن دار جداول عام 2012م.[5]

#### ترجمات
- (فنومينولوجيا الروح) تأليف: هيغل. صدر عن المنظمة العربية للترجمة عام 2006م.[6]
- (في الفرق بين نسق فيشته ونسق شلنغ في الفلسفة) تأليف: هيغل. صدر عن مركز دراسات الوحدة العربية عام 2007.[7]
- (نقد العقل العملي) تأليف: إيمانويل كانط. صدر عن دار جداول عام 2011م.[8]
- (الأدب الصغير: أفكار ملتقطة من الحياة المشوهة) تأليف: ثيودور فِ. آدُرنو. صدر عن دار شرق غرب عام 2011م. [9]
- (المثالية الألمانية) [بالاشتراك مع أبو يعرب المرزوقي وفتحي المسكيني]. صدر عن الشبكة العربية للأبحاث والنشر عام 2012م.
- (شارع ذو اتجاه واحد) للفيلسوف الألماني فالتر بنيامين. صدر عن دار شرق وغرب عام 2012م.[10]
- (دروس في الاستطيقا) تأليف: هيغل. صدر عن منشورات الجمل عام 2014م.[11]
- (النظرية التقليدية والنظرية النقدية) تأليف: ماكس هوركهايمر. صدر عن منشوات الجمل عام 2014م.[12]
- (فصول منتزعة) للفرنسي جاك دريدا [بالاشتراك مع عبد العزيز العيادي ومعز المديوني]. صدر عن منشورات الجمل عام 2015م.[13]
- (نظرية استطيقية) تأليف: تيودور ف. أدرنو. صدر عن منشورات الجمل عام 2017م.[14]
- (رولان بارت بقلم رولان بارت) صدر عن منشورات الجمل عام 2017م.[15]
- (دلوز: صخب الكينونة) تأليف: آلان باديو. صدر عن منشورات الجمل عام 2018م.[16]
- (نهاية تاريخ الفن) تأليف: هانس بلتينغ. [بالاشتراك مع إدريس الشوك].
- (الإيمان والمعرفة) تأليف: هيغل. صدر عن معهد تونس للترجمة عام 2020م.
- (نقد العقل الكلبي: المجلد الأول) تأليف: بيتر سلوتردايك. صدر عن منشورات الجمل عام 2020م.
- (نقد العقل الكلبي: المجلد الثاني) تأليف: بيتر سلوتردايك. صدر عن منشورات الجمل عام 2022م.
- (جدلية سلبية) تأليف: تيودور ف. أدرنو. صدر عن منشورات الجمل عام 2023م.[17]

## الجوائز
- حاصل على جائزة رئاسة الجمهورية التونسية للتفوّق في الأستاذية عام 1991م.
- حاصل على جائزة الشيخ زايد للكتاب فرع الترجمة في دورتها الثانية عشرة 2017-2018م عن ترجمته لكتاب (نظرية استطيقية).[18]